# Anatoli Iwanowitsch Julin

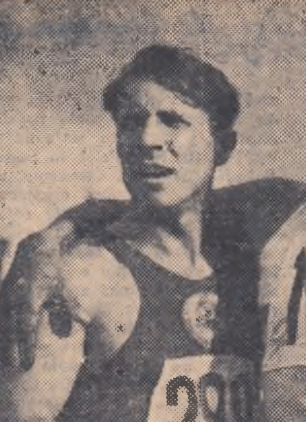
Anatoli Julin (1955)

Anatoli Iwanowitsch Julin (russisch Анатолий Иванович Юлин, engl. Transkription Anatoliy Yulin; * 10. März 1929 in Beketowo, Oblast Tula; † 29. August 2002) war ein Leichtathlet, der für die Sowjetunion antrat. Er wurde 1954 Europameister im 400-Meter-Hürdenlauf.
Julin gewann keinen Titel bei sowjetischen Meisterschaften. In den Jahren 1952 bis 1954 belegte er jeweils den zweiten Platz hinter Juri Litujew, 1951, 1955 und 1957 wurde Julin Dritter, 1948 und 1949 Vierter.
Bei den Olympischen Spielen 1952 in Helsinki wurde Julin in 52,8 s Vierter. Er lag mit sechs Zehntelsekunden Rückstand deutlich hinter dem drittplatzierten Neuseeländer John Holland zurück; Litujew gewann Silber hinter Charles Moore aus den USA. 1954 bei den Europameisterschaften in Bern siegte Julin im dritten Vorlauf in 52,1 s, sein Halbfinale gewann er in 51,6 s. Im Finale gelang ihm der schnellste Lauf seiner Karriere. In 50,5 s besiegte er Litujew, der nach 50,8 s Zweiter wurde. Litujew hielt seit 1953 mit 50,4 s den Weltrekord, Julin führte mit seinen 50,5 s die Weltjahresbestenliste 1954 an, 1955 erreichte er mit 51,0 s erneut die Spitzenposition in der Welt.
Bei den Olympischen Spielen 1956 in Melbourne schied Julin in 51,7 s im Halbfinale aus. Litujew erreichte als einziger Europäer das Finale und wurde Vierter. Gemeinsam mit Litujew trat Julin in der sowjetischen 4-mal-400-Meter-Staffel an. In 3:11,1 min konnte sich die Staffel nicht für das Finale qualifizieren. 1958 bei den Europameisterschaften in Stockholm erreichte Julin noch einmal das Finale und belegte in 52,3 s Platz 5.
Der gebürtige Russe lebte ab 1948 in Weißrussland. Bei einer Körpergröße von 1,75 m betrug sein Wettkampfgewicht 70 kg.